# Przymiarki (gmina Chęciny)
Przymiarki – wieś w Polsce, położona w województwie świętokrzyskim, w powiecie kieleckim, w gminie Chęciny.
W latach 1975–1998 Przymiarki administracyjnie należały do województwa kieleckiego.
Przed 2023 r. miejscowość była częścią wsi Lipowica.